# A felvilágosodás korának magyar irodalma

## A felvilágosodás irodalma (1772–1795)

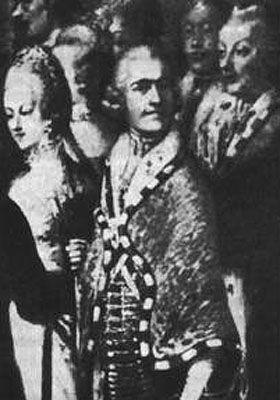
Bessenyei György

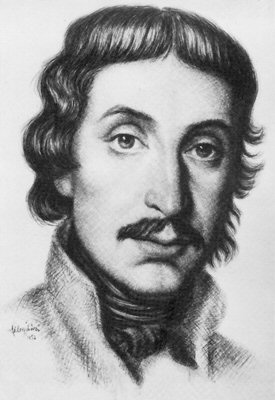
Csokonai Vitéz Mihály

- A magyarországi felvilágosodás vezéralakja: Bessenyei György (1747–1811)
- A nyelvi és irodalmi megújulás kezdetei: 
  - a széppróza első képviselői: Mészáros Ignác (1721–1800), Kónyi János (meghalt 1792 körül), Báróczi Sándor (1735–1809)
  - Ráday Gedeon (1713–1792)
  - A felvilágosodás első jelei a költészetben: Barcsay Ábrahám (1742–1806), Fekete János (1741–1803), Péczeli József (1750–1792)
  - A nyelvújító mozgalom megindulása: Ráth Mátyás és Barczafalvi Szabó Dávid (1752–1828) óvatos újításai
  - A tudományos irodalom fejlődése
  - felvilágosodás és népiesség: Csokonai Vitéz Mihály (1773–1805)
- Írók a köztársasági mozgalomban: Batsányi János (1763–1845), Verseghy Ferenc (1757–1822), Szentjóbi Szabó László (1767–1795)

## Hagyományőrző írók
Orczy Lőrinc (1718–1789), Gvadányi József (1725–1807), Dugonics András (1740–1818), Pálóczi Horváth Ádám (1760–1820)

## Szentimentalisták
A magyar szentimentalizmus képviselőinek fellépése: Ányos Pál (1756–1784), Dayka Gábor (1769–1796), Kármán József (1769–1795)

## Magyar nyelvű színjátszás és drámairodalom
- A nemzeti színjátszás kialakulása: Kelemen László (1762–1814) színtársulatának létrejötte és az Erdélyi Magyar Színjátszó Társaság megalakulása
- Kísérletek a színpadi irodalom megteremtésére: írók: id. Teleki László (1764–1821), fordítók: Teleki Ádám (1740–1792), Zechenter Antal, Péczeli József, Endrődy János (1756–1824)